# Physalaemus barrioi
Physalaemus barrioi är en groddjursart som beskrevs av Werner C.A. Bokermann 1967. Physalaemus barrioi ingår i släktet Physalaemus och familjen Leiuperidae. IUCN kategoriserar arten globalt som otillräckligt studerad. Inga underarter finns listade i Catalogue of Life.